# 正常化偏誤
正常化偏誤是一种認知偏誤，是指人们不相信或不擔心、忽視其他人提出或觀察到的可能的威脅和警告。因此此時人們會低估了灾难发生的可能性、災難的蔓延時間以及灾难帶來的潜在的不利影响。 正常化偏誤导致许多人没有为自然灾害、市场崩盘和人为错误造成的灾难做好充分准备。据报道，大约70%的人在灾难期间表现出正常化偏誤。